# Stranger Case
Stranger Case (litt. « Cas étrange »), connue au Japon sous le nom de Kyokō suiri (虚構推理, litt. « Inférence fictive »), est une série de romans japonais écrite par Kyo Shirodaira et publiée par Kōdansha depuis mai 2011. L'histoire suit les mystères qui tournent autour d'un homme immortel et d'une jeune fille reconnue comme la « déesse de la sagesse » par des esprits. La série est également connue sous ses noms anglais In/Spectre et Invented Inference (litt. « Inférence inventée »).
Une adaptation en manga de Chasiba Katase est publiée dans le Shōnen Magazine R de Kōdansha depuis avril 2015. Pika Édition publie la série en français depuis janvier 2018,. Une adaptation en série télévisée d'animation par le studio Brain's Base est diffusée pour la première fois au Japon entre le 12 janvier et le 29 mars 2020,. Une seconde saison est disponible sur Crunchyroll,.

## Synopsis
Alors qu'il a du mal à surmonter sa rupture avec sa petite amie, Kurō Sakuragawa est abordé par Kotoko Iwanaga, une jeune fille qui lui annonce qu'elle est amoureuse de lui depuis qu'elle l'a rencontré il y a deux ans. Elle lui raconte également qu'elle est en quelque sorte une « déesse de la sagesse » servant d'intermédiaire entre le monde réel et le monde surnaturel après avoir été enlevée par des yōkai quand elle n'était qu'une petite fille. Elle doit désormais résoudre les problèmes des esprits. Kurō se méfie initialement de Kotoko mais après un combat contre un yōkai dans une bibliothèque durant lequel Kurō révèle sa véritable identité d'humain aux pouvoirs d'immortalité et de précognition, il accepte finalement d'aider Kotoko dans ses diverses aventures en tant que déesse de la sagesse pour maintenir la paix entre les deux mondes.

## Personnages
Kotoko Iwanaga (岩永 琴子, Iwanaga Kotoko)
Voix japonaise : Akari Kitō (ja),
Une jeune étudiante borgne et unijambiste servant d'intermédiaire entre le monde des humains et celui des esprits. Elle a perdu son œil droit et sa jambe gauche à l'âge de 11 ans après s'être familiarisée avec les yōkai qui lui ont demandé de devenir leur « déesse de la sagesse ».
Kurō Sakuragawa (桜川 九郎, Sakuragawa Kurō)
Voix japonaise : Mamoru Miyano,
Un jeune étudiant avec des capacités de guérison instantanée et de précognition, qu'il a acquises à l'âge de 11 ans après avoir consommé de la chair de yōkai.
Saki Yumihara (弓原 紗季, Yumihara Saki)
Voix japonaise : Misato Fukuen,
Une jeune policière et l'ex-petite amie de Kurō.
Karin Nanase (七瀬 かりん, Nanase Karin)
Voix japonaise : Sumire Uesaka,
Née Haruko Nanase, elle était une gravure idol qui s'est imposée après avoir joué dans une série télévisée de fin de soirée. Elle est décédée dans des circonstances mystérieuses et est devenue la base des rumeurs de Nanase, la fille d'acier.
Inspecteur Terada (寺田刑事, Terada Keiji)
Voix japonaise : Kenji Hamada,
Un officier de police qui supervise Saki, il participe à l'enquête sur Nanase, la fille d’acier, qui a conduit à sa mort.
Rikka Sakuragawa (桜川 六花, Sakuragawa Rikka)
Voix japonaise : Mayumi Sako (ja),
La cousine aînée de Kuro et la raison pour laquelle il visite régulièrement l'hôpital.

### Yōkai
Kappa (河童)
Voix japonaise : Yoshimitsu Shimoyama
Ochimusha (落武者)
Voix japonaise : Yoshimitsu Shimoyama
Ushi no Ayakashi (牛のあやかし)
Voix japonaise : Yoshimitsu Shimoyama
Yama no Ayakashi (山のあやかし)
Voix japonaise : Kaori Motoyama (ja), Rena Maeda (ja)
Komainu (Noir) (狛犬(黒))
Voix japonaise : Manami Hanawa (ja)
Komainu (Blanc) (狛犬(白))
Voix japonaise : Kaori Motoyama
Yōko (妖狐)
Voix japonaise : Kaori Motoyama, Manami Hanawa
Tanuki (化け狸, Bakedanuki)
Voix japonaise : Hiroki Gotō (ja)
Seigneur boa (ヌシの大蛇, Nushi no Orochi)
Voix japonaise : Kōki Miyata
Yosuzume (夜雀)
Voix japonaise : Rena Maeda
Kodama no Genichirō (木魂の源一郎)
Voix japonaise : Nobuo Tobita (ja)
Bakeneko (化け猫)
Voix japonaise : Haruka Ōminami (ja)

## Productions et supports

### Romans
Écrit par Kyo Shirodaira, le premier roman de la série intitulé Kyokō suiri: Kōjin Nanase (虚構推理 鋼人七瀬) est initialement publié en mai 2011 par Kōdansha sous sa marque de publication Kodansha Novels. La couverture a été réalisée par Hiro Kiyohara. Avec l'adaptation manga qui a débuté en 2015, une réédition en format bunko est sortie en décembre 2015 sous le titre Kyokō suiri (虚構推理).
Un deuxième roman est publié en décembre 2018 sous la marque de publication Kodansha Taiga. Le premier roman est réédité à l'occasion au format A6 en janvier 2019. Les volumes publiés sous Kodansha Taiga sont accompagnés d'illustrations de Chasiba Katase.

#### Liste des volumes
| no | Japonais                                                                           | Japonais                                     | Japonais |
| no | Titre                                                                              | Date de sortie                               | ISBN |
| -- | ---------------------------------------------------------------------------------- | -------------------------------------------- | --- |
| 1  | Kyokō suiri: Kōjin Nanase (虚構推理 鋼人七瀬)                                      | 11 mai 2011 15 décembre 2015 23 janvier 2019 | 978-4-06-182768-4 (première édition) 978-4-06-293240-0 (format bunko) 978-4-06-514530-2 (édition Kodansha Taiga) |
| 2  | Kyokō suiri tanhenshū: Iwanaga Kotoko no shutsugen (虚構推理短編集 岩永琴子の出現) | 20 décembre 2018                             | 978-4-06-513928-8                                                                                                |
| 3  | Kyokō suiri: Sleeping Murder (虚構推理 スリーピング・マーダー)                     | 21 juin 2019                                 | 978-4-06-516157-9                                                                                                |

### Manga
Dessinée par Chasiba Katase, qui est par ailleurs sa première œuvre, cette adaptation en manga est lancée dans le 1er numéro du magazine de prépublication bimensuel de shōnen manga Shōnen Magazine R, paru le 20 avril 2015. L'adaptation du premier roman s'est conclue le 20 avril 2017 néanmoins une suite est annoncée et est désormais publiée depuis le 20 juin 2017,. Le 6e numéro de 2019 du Shōnen Magazine R a indiqué que le rythme de parution du magazine changera à partir du 20 décembre 2019 et que les prochains numéros seront publiés mensuellement et uniquement en numérique. Annoncée dans le 11e volume, sorti en octobre 2019, la série est également prépubliée dans le magazine mensuel Monthly Shōnen Magazine. Les chapitres sont rassemblés et édités dans le format tankōbon par Kōdansha avec le premier volume publié en octobre 2015 ; la série compte à ce jour vingt-trois volumes tankōbon.
En Amérique du Nord, le manga est publié numériquement par la maison d'édition Kodansha Comics depuis novembre 2016 sous le titre In/Spectre. En octobre 2017, Pika Édition a annoncé l'octroi de la licence du manga pour la version française sous le titre Stranger Case et dont le premier volume est sorti en janvier 2018,.

#### Liste des volumes
| no | Japonais          | Japonais                                                                  | Français         | Français          |
| no | Date de sortie    | ISBN                                                                      | Date de sortie   | ISBN              |
| --- | ----------------- | ------------------------------------------------------------------------- | ---------------- | ----------------- |
| 1 | 16 octobre 2015   | 978-4-06-371491-3                                                         | 10 janvier 2018  | 978-2-8116-3306-6 |
| 2 | 17 novembre 2015  | 978-4-06-371496-8                                                         | 7 mars 2018      | 978-2-8116-3307-3 |
| 3 | 15 avril 2016     | 978-4-06-392518-0                                                         | 2 mai 2018       | 978-2-8116-4100-9 |
| 4 | 17 août 2016      | 978-4-06-392537-1                                                         | 4 juillet 2018   | 978-2-8116-4202-0 |
| 5 | 16 décembre 2016  | 978-4-06-392559-3                                                         | 5 septembre 2018 | 978-2-8116-4203-7 |
| 6 | 16 juin 2017      | 978-4-06-392590-6                                                         | 7 novembre 2018  | 978-2-8116-4540-3 |
| 7 | 15 décembre 2017  | 978-4-06-510597-9                                                         | 9 janvier 2019   | 978-2-8116-4541-0 |
| 8 | 17 avril 2018,    | 978-4-06-511186-4 (édition standard) 978-4-06-511186-4 (édition spéciale) | 3 avril 2019     | 978-2-8116-4713-1 |
| EXTRA : Au Japon, l'édition spéciale de ce volume est comprise avec un mini livre d'illustrations colorées de 32 pages.          |                   |                                                                           |                  |                   |
| 9 | 17 octobre 2018,  | 978-4-06-513317-0 (édition standard) 978-4-06-513317-0 (édition limitée)  | 10 juillet 2019  | 978-2-8116-4975-3 |
| EXTRA : Au Japon, l'édition limitée de ce volume est comprise avec un calendrier comportant des illustrations de Chasiba Katase. |                   |                                                                           |                  |                   |
| 10 | 17 avril 2019,    | 978-4-06-515177-8 (édition standard) 978-4-06-515177-8 (édition limitée)  | 9 octobre 2019   | 978-2-8116-5164-0 |
| EXTRA : Au Japon, l'édition limitée de ce volume est comprise avec un coussin illustrée.                                         |                   |                                                                           |                  |                   |
| 11 | 17 octobre 2019   | 978-4-06-517244-5                                                         | 17 juin 2020     | 978-2-8116-5615-7 |
| 12 | 17 mars 2020      | 978-4-06-518653-4                                                         | 21 octobre 2020  | 978-2-8116-5875-5 |
| 13 | 17 août 2020      | 978-4-06-520091-9                                                         | 9 juin 2021      | 978-2-8116-6366-7 |
| 14 | 17 décembre 2020  | 978-4-06-521789-4                                                         | 8 décembre 2021  | 978-2-8116-6472-5 |
| 15 | 17 mai 2021,      | 978-4-06-523055-8 (édition standard) 978-4-06-522623-0 (édition limitée)  | 1er juin 2022    | 978-2-8116-7052-8 |
| EXTRA : Au Japon, l'édition limitée de ce volume est comprise avec un coussin illustrée.                                         |                   |                                                                           |                  |                   |
| 16 | 16 décembre 2021  | 978-4-06-525037-2                                                         | 4 janvier 2023   | 978-2-8116-7218-8 |
| 17 | 17 mai 2022       | 978-4-06-527556-6                                                         | 18 octobre 2023  | 978-2-8116-7753-4 |
| 18 | 16 novembre 2022  | 978-4-06-529466-6                                                         | 29 novembre 2023 | 978-2-8116-8156-2 |
| 19 | 17 mai 2023       | 978-4-06-531387-9                                                         | 15 mai 2024      | 978-2-8116-8808-0 |
| 20 | 16 novembre 2023, | 978-4-06-533419-5 (édition standard) 978-4-06-533999-2 (édition limitée)  | 20 novembre 2024 | 978-2-8116-9366-4 |
| EXTRA : Au Japon, l'édition limitée de ce volume est comprise avec un diorama acrylique SD et livret supplémentaire.             |                   |                                                                           |                  |                   |
| 21 | 16 mai 2024       | 978-4-06-535554-1                                                         | 21 mai 2025      | 978-2-8116-9691-7 |
| 22 | 17 octobre 2024   | 978-4-06-536817-6                                                         | 19 novembre 2025 | 979-1-0433-0285-5 |
| 23 | 16 mai 2025       | 978-4-06-539264-5                                                         | —                |                   |

### Anime
Une adaptation en série télévisée d'animation par le studio Brain's Base a été révélée avec l'ouverture d'un site officiel en janvier 2019. Celle-ci est réalisée par Keiji Gotō avec les scripts écrits par Noboru Takagi et les character designs de Takatoshi Honda, qui est aussi le directeur en chef de l'animation. La série est diffusée pour la première fois au Japon entre le 12 janvier et le 29 mars 2020 sur TV Asahi, et un peu plus tard sur MBS, BS4,. Douze épisodes composent la série, répartis dans quatre coffrets Blu-ray/DVD. Une avant-première mondiale de la série a eu lieu le 5 juillet 2019 aux États-Unis lors de l'Anime Expo. Crunchyroll, coproductrice de la série, la diffuse en simulcast à l'étranger sous le titre In/Spectre dans le monde entier sauf en Asie,,.
Fin novembre 2020, Kōdansha révèle la production d'une seconde saison par le biais d'un visuel et d'une vidéo promotionnelle,.
La chanson de l'opening de la série, intitulé Mononoke in the Fiction (モノノケ・イン・ザ・フィクション, Mononoke in za fikushon), produite par le groupe Uso to Chamaeleon (ja), tandis que celle de l'ending, intitulée Last Dance, est interprétée par Mamoru Miyano,.

#### Liste des épisodes
| No | Titre français                           | Titre japonais         | Titre japonais                 | Date de 1re diffusion |
| No | Titre français                           | Kanji                  | Rōmaji                         | Date de 1re diffusion |
| -- | ---------------------------------------- | ---------------------- | ------------------------------ | --------------------- |
| 1  | Un œil, une jambe                        | 一眼一足               | Ichigan issoku                 | 12 janvier 2020       |
| 2  | Le seigneur boa a entendu                | ヌシの大蛇は聞いていた | Nushi no Orochi wa kiite ita   | 19 janvier 2020       |
| 3  | La Rumeur de la Fille d'acier            | 鋼人の噂               | Kōjin no uwasa                 | 26 janvier 2020       |
| 4  | L'idole tombée sous le métal             | アイドルは鉄骨に死す   | Aidoru wa tekkotsu ni shisu    | 2 février 2020        |
| 5  | Le Monstre de l'Imagination              | 想像力の怪物           | Sōzōryoku no kaibutsu          | 9 février 2020        |
| 6  | Fiction logique                          | 合理的な虚構           | Gōri-tekina kyokō              | 16 février 2020       |
| 7  | Plan de capture de la fille d'acier      | 鋼人攻略戦準備         | Kōjin kōryakusen junbi         | 23 février 2020       |
| 8  | Celle qui tisse l'imagination            | 虚構を紡ぐ者           | Kyokō wo tsumugumono           | 1er mars 2020         |
| 9  | L'Assemblée anti-Nanase la fille d'acier | 鋼人七瀬攻略議会       | Haganejin Nanase kōryaku gikai | 8 mars 2020           |
| 10 | Duel de fictions                         | 虚構争奪               | Kyokō sōdatsu                  | 15 mars 2020          |
| 11 | Fiction ultime                           | 最後の虚構             | Saigo no kyokō                 | 22 mars 2020          |
| 12 | Le Défenseur de l'ordre                  | 秩序を守る彼女         | Chitsujo wo mamoru kanojo      | 29 mars 2020          |

## Accueil
Le premier roman est lauréat de la 12e édition du Honkaku Mystery taishō (ja) (本格ミステリ大賞) en 2012. Le roman figure à la 4e place du classement de l'édition de 2012 du Honkaku Mystery Best 10 (ja) (本格ミステリ・ベスト10), une publication annuelle de classement de romans d'enquêtes japonais.
Pour la 42e édition du Prix du manga Kōdansha en 2018, la série a été nommée dans la catégorie « Shōnen »,.
En 2019, le tirage des neuf premiers volumes du manga s'élève à 2 millions de copies.